# Zevengesternte

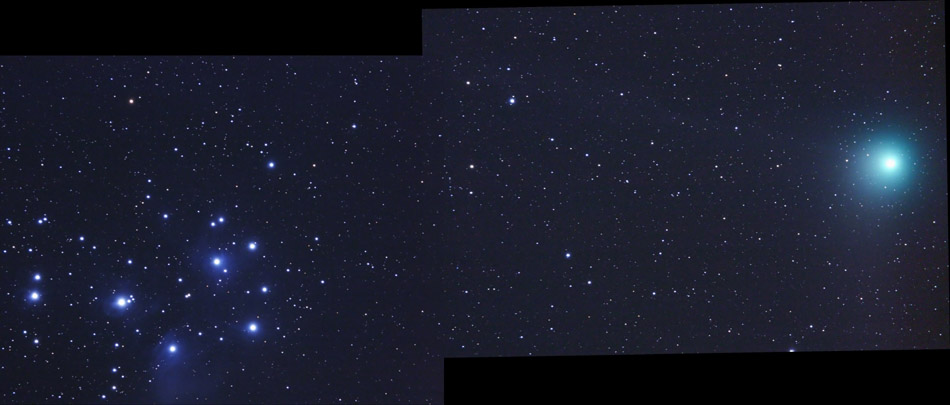
de Komeet Machholz bevond zich op 8 januari 2005 schijnbaar nabij het Zevengesternte

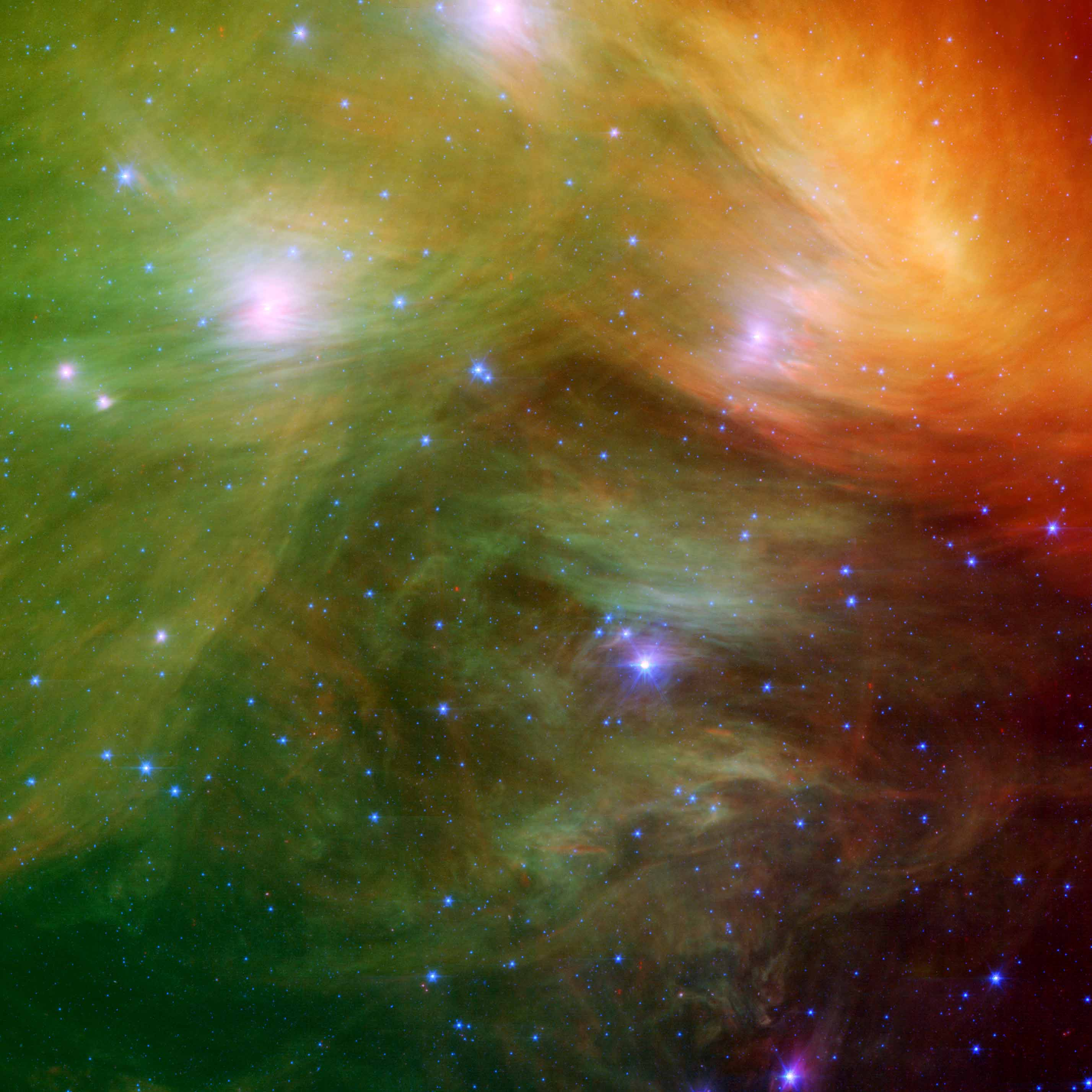
Het Zevengesternte in het infrarood (Spitzer Space Telescope) met bovenaan de ster Maia.

Het Zevengesternte (M45) ofwel de Plejaden (sinds 2005 officieel zo gespeld, maar  doorgaans nog steeds 'Pleiaden' genoemd, zoals volgens de Oud-Griekse spelling: 'Πλειάδες'/Pleiádhes/) is een open sterrenhoop in het sterrenbeeld Stier (Taurus). De sterrenhoop bevindt zich op ongeveer 440 lichtjaren van de aarde. Met het blote oog ziet men in een stedelijke omgeving 5 of 6 sterren, maar in een volledig donkere omgeving zijn met scherpe ogen wel 9 of 10 sterren zichtbaar; door een verrekijker of telescoop – afhankelijk van de sterkte – zelfs tientallen tot honderden.

## Geschiedenis
De Plejaden waren al in de oudheid bekend. Zij worden rond 750 v.Chr. genoemd in de Ilias en de Odyssee van de Griekse dichter Homerus. Ook de dichter Hesiodus noemt de Plejaden in zijn werken rond 700 v.Chr.. Veel andere antieke beschavingen uit de oudheid kenden deze sterrenhoop eveneens. De Plejaden worden als Kirnah in de Bijbel genoemd: "De Grote Beer heeft hij gemaakt, en Orion, de Plejaden en de sterren van het zuiden." (Job 9:9), "Kun jij de Plejaden aan banden leggen of de ketenen van Orion losmaken?" (Job 38:31), "De maker van de Plejaden en van Orion, zijn naam is JHWH" (Amos 5:8). In de Indiase beschaving worden zij verzinnebeeld als de saptamatrika, een beeldenreeks met de zeven moedergodinnen (vandaar ook de benaming "De Zeven Zusters"). In het oude Egypte werden zij in de Isiscultus vereerd en als referentie gebruikt bij het bepalen van het begin van de lente.
In 1767 postuleerde John Michell dat de kans op een toevallige samenstand van de sterren van de Plejaden zo klein was, dat het hier wel om een fysiek aan elkaar gerelateerde groep sterren moest gaan. Latere studies van de eigenbeweging van de individuele sterren bewezen dat hij gelijk had en dat de sterren gezamenlijk als een groep door de ruimte bewegen.
In 1769 nam Charles Messier de sterrenhoop op in zijn catalogus als nummer 45. Het feit dat Messier de Plejaden tezamen met de Orionnevel (M42 en M43) en de open sterrenhoop M44 (Praesepe) in de Kreeft in zijn catalogus opnam is enigszins vreemd daar deze objecten moeilijk met kometen verward kunnen worden, het oorspronkelijk doel van Messier voor zijn catalogus. Er zijn verschillende theorieën hiervoor waaronder de speculatie dat Messier méér objecten in zijn catalogus wilde opnemen dan in die van Nicolas Louis de Lacaille die 42 objecten in zijn catalogus opnam.
Omdat de Plejaden vlak bij de ecliptica staan worden ze af en toe bedekt door de maan of, minder vaak, door een van de planeten.

## Gegevens

Stereoscopische animatie van de eigenbeweging van de cluster over 400 000 jaar

De afstand tot de Plejaden werd door astronomen oorspronkelijk geschat op ongeveer 408 lichtjaar totdat de ruimtesonde Hipparcos de parallax van de sterren van de groep bepaalde en daarmee de afstand op 380 lichtjaar vaststelde. Deze waarde stemde echter niet overeen met de relatief zwakke helderheid van de sterren. Latere waarnemingen van onder andere de Hubble Space Telescope hebben dan ook aangetoond dat de waarde van Hipparcos systematisch fout was. De modernste parallaxmetingen geven een afstand van rond de 440 lichtjaar.
De sterrenhoop heeft een afmeting van zo'n 12 lichtjaar en bevat minstens 500 sterren waarvan er enkele tientallen tot één à twee honderd met een amateurtelescoop te zien zijn. De helderste sterren zijn van type B. Wellicht een kwart van de sterren in de Plejaden zijn echter bruine dwergen (waaronder Teide 1), "sterren" die te licht zijn om in hun kernen waterstof om te zetten in helium en die hun energie hoofdzakelijk in het infrarode deel van het spectrum uitzenden.
Hiernaast zijn er ook witte dwergen in de sterrenhoop aangetoond. Omdat witte dwergen gewoonlijk aan het einde van het leven van relatief lichte sterren ontstaan en omdat dat proces veel langer zou moeten duren dan de leeftijd van de groep moeten zij op een andere manier zijn ontstaan dan gewoonlijk wordt aangenomen. Waarschijnlijk zijn het veel zwaardere sterren geweest die deel uitmaakten van een binair systeem of die door een bijzonder snelle rotatiesnelheid een belangrijk deel van hun massa hebben verloren en dus licht genoeg werden om een witte dwerg te vormen in een veel kortere tijd dan normaal.

## Leeftijd
Sterren evolueren al naargelang hun massa. Lichte sterren zoals onze Zon verbruiken hun voorraad waterstof in een relatief laag tempo, in het geval van onze eigen Zon een proces dat al ongeveer 5 miljard jaar bezig is en nog 5 miljard jaar zal duren. Zwaardere sterren verbruiken hun brandstof veel sneller, in het geval van sommige reuzensterren in slechts enkele tientallen miljoenen jaren. De leeftijd van sterrenhopen kan hierdoor bepaald worden door te zien wat de massa is van de zwaarste sterren die zich volgens het Hertzsprung-Russelldiagram nog op de hoofdreeks bevinden. Volgens deze methode is de leeftijd van de Plejaden bepaald op zo'n 100 miljoen jaar.
Binnen ongeveer 250 miljoen jaar vanaf het ontstaan van de groep zullen de sterren zo ver uit elkaar raken dat zij niet meer door de zwaartekracht aan elkaar gebonden zullen zijn. De sterrenhoop als zodanig zal dus uit elkaar vallen.

## Reflectienevels

De Plejaden in het nabij-infrarood gezien door WISE

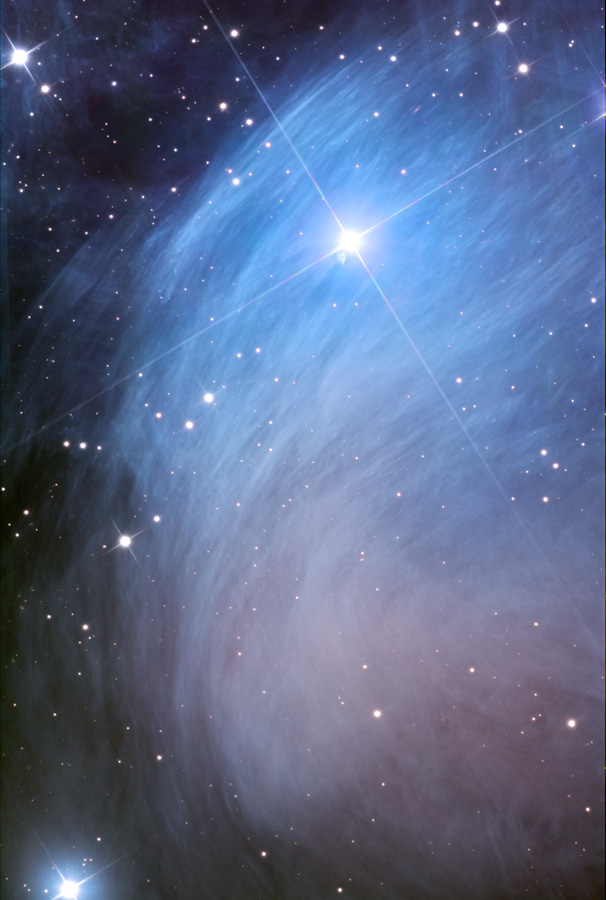
NGC 1435

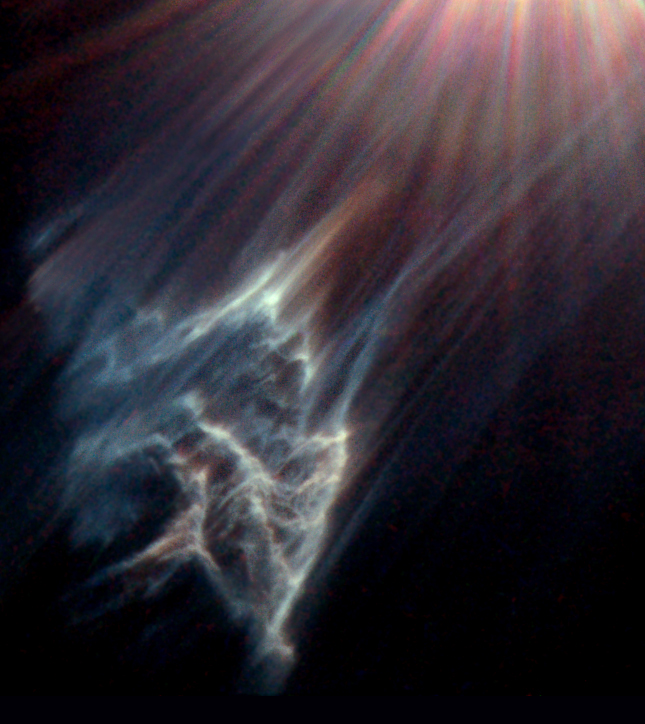
Reflectienevel IC 349 bij Merope. Het gebied is 0,49x0,55 boogminuten.

In de buurt van deze sterrengroep bevinden zich veel stofwolken in de interstellaire ruimte. Op de foto hiernaast zijn deze stofwolken te zien waar ze het licht van sterren in de buurt reflecteren. Het helderste deel hiervan, de nevel bij Merope, heeft aanduiding NGC 1435, en is te zien bij donkere hemel met een telescoop met een diameter van minimaal 10 cm. De nevel bij Maia is NGC 1432.
Zoals algemeen wordt aangenomen is deze nevel niet de nevel waaruit de Plejaden zijn ontstaan. Met een leeftijd van 100 miljoen jaar zijn de restanten van die nevel door onder andere "sterrenwind" al lang verdreven. Toevalligerwijs bewegen de Plejaden-sterren zich thans door een wolk van interstellaire materie die deel uitmaakt van het Taurus/Auriga complex.

## De Plejaden in mythes en andere culturen
De Plejaden zijn genoemd naar zeven zussen uit de Griekse mythologie die door Zeus aan de hemel waren geplaatst. Zij waren de dochters van de reus Atlas en de Oceanide Pleione. Volgens een versie van de mythe van de Pleiaden schaamde een van de zussen, Merope, zich omdat zij een relatie met een sterveling had gehad, en niet met een god, zoals haar zussen; daarom zou haar ster minder helder zijn. De ster die in moderne sterrencatalogi de naam Merope draagt, is echter niet de zwakste.
De ster Celaeno heeft als bijnaam wel "de verloren Plejade".
De Oude Egyptische cultuur kende de Hemelstier die zeven koeien onder zijn hoede had. Een andere mythe zegt dat de hoofdtooi van de godin Sesjat de Plejaden voorstelde.
In de Indusbeschaving waren zij de inspiratie voor de zevenmoeder (saptamatrika), een beeldengroep met zeven maal de moedergodin in een andere uitdrukkingsvorm.
Voor de Vikingen waren zij de kippen van de godin Freya en ook in andere (Noord) Europese culturen, zoals de Oudengelse en oud Duitse, worden zij in verband gebracht met een kip met kuikens.
Vele oorspronkelijke culturen in Noord-Amerika, zoals de Indianen, hechtten grote waarde aan de Plejaden. De Sioux brachten hen in verband met de rotsformatie "Devils Tower". Enkele stammen geloofden dat alle mensen van de Plejaden afstammen. Voor de Navajo waren zij "Delyahey", de verblijfplaats van de "Zwarte God". Vele stammen gebruikten de groep ook om iemands gezichtsvermogen te testen door te bepalen hoeveel van de sterren iemand kon zien.
In Zuid-Amerika waren de Plejaden belangrijk voor de Inca's en hielpen hen de seizoenen te bepalen hetgeen van belang was voor de landbouw.
In het keizerrijk Perzië werd een Orde van de Plejaden gesticht. De naam van keizerin Soraya betekent "Plejade". De zeven sterren werden als evenzovele diamanten op het medaillon afgebeeld.
Het Zevengesternte wordt wel eens abusievelijk aangezien als de Kleine steelpan (Little dipper) van het sterrenbeeld Kleine Beer .
Voorts staat het Zevengesternte bekend als:
- Chuhukon - Hopi
- Kartica - Indonesie
- Khuseti - Khoikhoi stam in Zuid-Afrika
- Kimah - Hebreeuws
- Kungkarungkara of Makara - sommige Australische Aborigines
- Mataariki - Maori
- Soraya - Perzisch
- Subaru - Japan: het automerk Subaru gebruikt de sterren in het logo.
- Tianquiztli - Azteken
- Verano - Peru
- Makali'i (de kleine ogen) - Hawaï
- Matahua (Fruitige ogen) - Molukken: door verscheidene inheemse stammen worden de Plejaden gezien als de verblijfplaats van de hemelgod Upu Lanite.

## Sterren
| nr.                                           | naam              | magn. |
| --------------------------------------------- | ----------------- | ----- |
| 16                                            | Celaeno           | 5,46  |
| 17                                            | Electra           | 3,7   |
| 18                                            | naamloos          | 5,64  |
| 19                                            | Taygeta           | 4,3   |
| 20                                            | Maia              | 3,87  |
| 21                                            | Asterope          | 5,76  |
| 22                                            | Sterope II        | 6,43  |
| 23                                            | Merope            | 4,18  |
| 25                                            | Alcyone (η Tauri) | 2,87  |
| 27                                            | Atlas             | 3,63  |
| 28                                            | Pleione           | 5,09  |
| (nummers zijn aanduidingen volgens Flamsteed) |                   |       |